# Pierluigi Collina
Pierluigi Collina (ur. 13 lutego 1960 w Bolonii) – włoski sędzia piłkarski, z zawodu doradca finansowy. Uważany za jednego z najlepszych sędziów piłkarskich przełomu XX i XXI wieku (a także najbardziej znanych), wyróżnia się charakterystyczną łysiną (będącą efektem choroby skóry), dzięki której zyskał przydomek Kojak.

## Życiorys
Ukończył studia ekonomiczne na Uniwersytecie Bolońskim (1984). W młodości próbował kariery piłkarskiej (jako obrońca); w wieku 17 lat rozpoczął kursy sędziowskie. W 1988 trafił do III ligi włoskiej (Serie C1 i Serie C2), a trzy lata później do najwyższych klas rozgrywkowych – Serie B i Serie A (ekstraklasa). W 1995 został wpisany na listę sędziów międzynarodowych FIFA.
Prowadził wiele prestiżowych spotkań piłkarskich, m.in. finał igrzysk olimpijskich w Atlancie (1996, Nigeria - Argentyna), finał Ligi Mistrzów w 1999 (Manchester United - Bayern Monachium), finał mistrzostw świata w Korei Południowej i Japonii (2002, Brazylia - Niemcy), finał Pucharu UEFA w 2004 (Valencia FC - Olympique Marsylia). Ponadto prowadził spotkania na Mundialu we Francji w 1998 oraz na turniejach finałowych mistrzostw Europy w 2000 i 2004; na Mistrzostwach Europy 2000 duże kontrowersje wzbudziły decyzje Colliny w meczu Holandia - Czechy, Czesi zdecydowanie protestowali przeciwko rzutowi karnemu, który rozstrzygnął losy spotkania minutę przed końcem.
W lutym 2005 ukończył 45 lat, co stanowi datę graniczną występów sędziów międzynarodowych FIFA; tym samym turniej Mistrzostw Europy w 2004 był jego ostatnim wielkim turniejem piłkarskim. Zakończył międzynarodową karierę 4 czerwca 2005 meczem eliminacji mistrzostw świata Portugalii ze Słowacją.
Collina jest znany także jako kibic koszykówki, sympatyzuje z drużyną Fortitudo Bolonia. Uniwersytet w Kingston upon Hull nadał mu w 2004 doktorat honoris causa w dziedzinie nauk o wychowaniu fizycznym.
W 2002 we Włoszech ukazała się książka sędziego Colliny – Moje reguły gry (tytuł oryginału: Le mie regole del gioco), wydana w Polsce w 2005.
Pierluigi Collina dziewięciokrotnie był nominowany do Piłkarskiego Oskara we Włoszech dla Najlepszego Sędziego, w tym siedmiokrotnie zostawał laureatem tej nagrody.
Włoch także pojawił się na okładkach dwóch gier z serii Pro Evolution Soccer: Pro Evolution Soccer 3 oraz Pro Evolution Soccer 4.